# داب إنك
مجموعة داب إنك مجموعة موسيقية فرنسية تأسست سنة 1997 بمدينة سانت إتيان. تغني هاته المجموعة موسيقى الريغي وتمزج اللغات الفرنسية والأمازيغية و الإنجليزية والعربية في أغانيها.

## روابط خارجية
- داب إنك على موقع IMDb (الإنجليزية)
- داب إنك على موقع ألو سيني (الفرنسية)
- داب إنك على موقع ميوزك برينز (الإنجليزية)
- داب إنك على موقع أول ميوزيك (الإنجليزية)
- داب إنك على موقع ديسكوغز (الإنجليزية)
- داب إنك على موقع قاعدة بيانات الفيلم (الإنجليزية)